# Эмбало, Карлуш Апна
Карлуш Апна Эмбало (порт. Carlos Apna Embaló; 25 ноября 1994, Бисау, Гвинея-Бисау) — бисау-гвинейский и португальский футболист, вингер бельгийского клуба «Эйпен».

## Клубная карьера
Воспитанник португальского клуба «Шавеш». В сезоне 2012/2013 сыграл 2 матча во Втором дивизионе (3-й дивизион Португалии).
Летом 2013 года перешёл в итальянский «Палермо».
С августа 2014 года по февраль 2015 года был в аренде в «Карпи». Сыграл 3 матча в Серии B (2-й дивизион Италии). В феврале-июне 2015 года был в аренде в «Лечче». Сыграл 11 матчей в Профессиональной лиге (3-й дивизион Италии).
В сезоне 2015/2016 был в аренде в «Брешии». Сыграл 40 матчей и забил 5 голов в Серии B.
За «Палермо» дебютировал 21 августа 2016 года в матче Серии A против «Сассуоло».

## Карьера в сборной
За сборную Гвинеи-Бисау дебютировал 8 сентября 2018 года в отборочном матче Кубка Африки против команды Мозамбика.

## Международная статистика
| Матчи Эмбало за сборную Гвинеи-Бисау | Матчи Эмбало за сборную Гвинеи-Бисау | Матчи Эмбало за сборную Гвинеи-Бисау | Матчи Эмбало за сборную Гвинеи-Бисау | Матчи Эмбало за сборную Гвинеи-Бисау | Матчи Эмбало за сборную Гвинеи-Бисау | Матчи Эмбало за сборную Гвинеи-Бисау |
| №                                    | Дата                                 | Оппонент                             | Счёт                                 | Голы                                 | Соревнование                         |                                      |
| ------------------------------------ | ------------------------------------ | ------------------------------------ | ------------------------------------ | ------------------------------------ | ------------------------------------ | ------------------------------------ |
| 1                                    | 8 сентября 2018                      | Мозамбик                             | 2:2                                  | 1                                    | Отборочные матчи КАН-2019            |                                      |
| 2                                    | 10 октября 2018                      | Замбия                               | 0:2                                  | —                                    | Отборочные матчи КАН-2019            |                                      |
| 3                                    | 11 ноября 2020                       | Сенегал                              | 0:2                                  | —                                    | Отборочные матчи КАН-2021            |                                      |

Итого: 3 матча / 1 гол; 0 побед, 1 ничья, 2 поражения.

## Достижения
«Шавеш»
- Чемпион Португалии (Второй дивизион) (1): 2012/2013.

«Палермо»
- Чемпион Италии (Серия B) (1): 2013/2014.

«Карпи»
- Чемпион Италии (Серия B) (1): 2014/2015.